# James McEwan
James McEwan (n. 24 septembrie 1952, Olney⁠(d), comitatul Montgomery, Maryland, SUA – d. 14 iunie 2014) a fost un canoist ce a reprezentat Statele Unite ale Americii, medaliat olimpic. A participat la 2 ediții ale Jocurilor Olimpice (1972, 1992) în care a câștigat o medalie de bronz.